# Solidão
Solidão är en kommun i Brasilien.   Den ligger i delstaten Pernambuco, i den östra delen av landet, 1 400 km nordost om huvudstaden Brasília. Antalet invånare är 5 744. Arean är 138 kvadratkilometer.
Terrängen i Solidão är varierad.
Omgivningarna runt Solidão är huvudsakligen savann. Runt Solidão är det ganska tätbefolkat, med 83 invånare per kvadratkilometer.